# Plaza de Alfonso X El Sabio
La Plaza de Alfonso X El Sabio (en catalán: Plaça d'Alfons X El Savi) es una plaza pública en Barcelona con forma alargada que ejerce de centro neurálgico del barrio del Bajo Guinardó, y en la que confluyen la Ronda del Guinardó (como tramo de la más grande Ronda del Medio) con las calles de Pi i Margall, Alcalde de Móstoles (extensión de la Calle Marina), Lepanto, Padilla, Praga y Estatut de Catalunya (nombre oficial del Túnel de la Rovira). Su nombre hace referencia al Rey de Castilla Alfonso X El Sabio (1221-1284), quien reinó desde 1252 hasta su muerte. Actualmente es una plaza ajardinada y cuenta con un espacio habilitado para el juego de la petanca. En el lateral norte de la plaza se encuentra la Casa de las Alturas, un palacete de estilo neomudéjar que actualmente sirve como sede del distrito Horta-Guinardó. Al lado, se encuentra el Parque de las Aguas, llamado así por ser la antigua sede de la Compañía de Aguas de Barcelona (actual Agbar).
En 1974 fue inaugurada la estación de metro de Alfons X (L4).
Hasta 2009, el paisaje de la plaza estuvo dominado por un viaducto de la década de 1970, el cual era conocido como el «scalextric de la plaza Alfons X».
En la plaza de Alfonso X se encuentra el último tíovivo o carrusel público de Barcelona, que es denominado El Patufet y fue establecido en 1947, fabricado en Reus. También cuenta con uno de los pocos puestos de churrería que hay en la ciudad.